# Mahinog
Mahinog (Bayan ng Mahinog) är en kommun i Filippinerna. Kommunen ligger på ön Mindanao, och tillhör provinsen Camiguin. Folkmängden uppgår till 12 592 invånare.
Mahinog är indelat i 13 barangayer.